# Erax salomon
Erax salomon är en tvåvingeart som först beskrevs av Macquart 1838.  Erax salomon ingår i släktet Erax och familjen rovflugor. Inga underarter finns listade i Catalogue of Life.